# Злочин на Казанима
Злочин на Казанима означава убиства Срба, од средине 1992. до октобра 1993. године када су вршена убиства Срба, чија тијела су потом бацана у јаму. Казани су јама која се налази на локацији Богушевац у сарајевском насељу Бистрик, општина Стари град.
Убиства Срба су вршили припадници 10. брдске бригаде Армије РБиХ, којом је командовао предратни сарајевски криминалац Мушан Топаловић звани Цацо. Срби су довођени изнад јаме гдје су убијани ватреним и хладним оружјем, након чега су њихова тијела бацана у јаму.
Из јаме Kазани након рата извађени су посмртни остаци 29 људи, а број убијених Срба на том месту никада није званично утврђен.
УДИК је истраживао почињене ратне злочине на Казанима, а 2016. је објавио документе Кантоналног суда у Сарајеву о догађајима на Казанима. Едвин Канка Ћудић је том приликом рекао, да не постоји политичка воља да се у Сарајеву изгради споменик посвећен жртвама тих злочина. У мандату градоначелнице Бењамине Kарић, почетком маја 2021. започет је процес изградње споменика.
Спомен обележје је подигнуто 14. новембра 2021. године, само са списком имена идентификованих жртава, без назнака да је реч о жртвама српске националности, као ни ко је починилац тог злочина.

## Историја
Од средине 1992. до друге половине 1993. године на Казанима су убијани цивили, чија су тела потом бацана у ту јаму. Злочине су извршили припадници 10. брдске бригаде Армије РБиХ, којом је командовао Мушан Топаловић звани Цацо. Небошњаци су довођени изнад јаме где су убијани ватреним и хладним оружјем, након чега су њихова тела бацана у јаму. Тачан број убијених на Казанима није званично утврђен.
Ратно издање часописа Дани међу првима је писало о злочинима Мушана Топаловића, односно злочинима над Србима у Сарајеву. У издању од 29. јануара 1993. године, Дани имају чланак на три странице о страдању и положају Срба у Сарајеву. Том приликом, часопис преноси да су званично утврђена 22 случаја у којима је убијено 39 особа. У мају 1993. године, исти часопис је објавио интервју са Мушаном Топаловићем Цацом. Новинар Сенад Пећанин је у наднаслову поред имена саговорника написао "страх и трепет".
Председништво Републике Босне и Херцеговине, Министарство унутрашњих послова Републике Босне и Херцеговине и Армија Републике Босне и Херцеговине организовали су 26. октобра 1993. године Операцију Требевић 2, у циљу сузбијања криминала у сопственим редовима и враћање одметнутих војних група у систем. Акција је била усмерена против команданта 10. брдске бригаде Армије РБиХ Мушана Топаловића Цаце. Приликом хапшења, Мушан Топаловић Цацо је са својим људима убио девет припадника МУП-а РБиХ. Шест од деветорице сахрањено је у Великом парку у Сарајеву.
Цацини саучесници су оптужени, али су након суђења у Војном суду у Сарајеву изречене минималне казне. Четири особе осуђене су на по шест година затвора (Есад Туцаковић, Зијо Кубат, Рефик Чолак, Мевлудин Селак), док је осморо осуђено на по десет месеци (Сенад Хасић, Сабахудин Жига, Самир Сеферовић, Омер Тенџо, Есад Раонић, Самир Љубовић, Сенад Харачић, Армин Хоџић). Кантонални суд у Сарајеву осудио је Асифа Алибашића на четири године и три мјесеца затвора. Суад Омановић је прво осуђен на три године, затим на годину дана, а у другостепеном поступку на десет година затвора. Сеад Кадић је 2006. године ослобођен оптужби због недостатка доказа. Сви су осуђени за убиства или помагање у убиствима, али не и за ратне злочине.
Главни осумњичени Мушан Топаловић Цацо је убијен приликом хапшења 1993. године. Сахрањен је 2. децембра 1996. године у оквиру спектакуларне џеназе (коју су организовале Зелене беретке и којој је присуствовао Бакир Изетбеговић) на Шехидском мезарју Ковачи. Тиме му је указана част као херојском борцу опкољеног Сарајева, чиме је с њега истодобно уклоњена стигма злочинца. Цацин претходни гроб је био тајна. Његовој сахрани присуствовало је око 10.000 људи. Једини који је протестовао против ове џеназе био је Јован Дивјак, који је у писму Алији Изетбеговићу упитао "како је могао да организује покоп овог криминалнца?". Изетбеговић је одговорио да је морао "због све већег политичког притиска", не прецизирајући о чему се ради. Ипак, све је остало у интерном писму. Алија Изетбеговић се није оградио од тог догађаја. Само присуство Бакира Изетбеговића на догађају схваћено је као знак председничког благослова џеназе.
Након тога, часопис Дани објављује записнике са суђења за злочине. На тај начин је покренута расправа: да ли је Цецо херој или злочинац? Аутори текстова у Данима, Сенад Пећанин и Вилдана Селимбеговић, добијали су сталне претње због ових текстова. Испред редакције је експлодирала бомба.
До 2020. године на зиду основне школе Едхем Мулабдић у сарајевском насељу Бистрик, Мушану Топаловићу Цаци је била подигнута спомен-плоча, која је на УДИК-ово инсистирање уклоњена.
Симбол правних процеса у вези са Казанима постао је процес против припадника 10. брдске бригаде Армије РБиХ Самира Бејтића. У оптужници против Бејтића, он се терети да је у децембру 1992. на Казанима из пиштоља убио незаконито мобилисаног српског цивила Зорана Вучуревића, чије тијело је посуо разријеђивачем и запалио га. Терети се и за убиство још двојице Срба, Душка Јовановића и Ергина Николића. Према оптужници, Самир Бејтић је учествовао у премлаћивању Јовановића и Николића који су том приликом убијени и бачени у јаму. Бејтић се терети да је претходно бацању у јаму, одсјекао главу Ергина Николића. Процес је започео 2002. године, а злочини нису квалификовани као убиства, већ као ратни злочини. За ратни злочин на Казанима осуђен је 2004. године на 14 и по година затвора. Ту пресуду је ревизијски суд укинуо. У обновљеном судском поступку Бејтић је 2008. године ослобођен оптужбе, на шта је Кантонално тужилаштво поново уложило жалбу. Суђење Бејтићу још траје.

### Жртве
За време рата, у Републици Српској су кружили бројеви од 10.000 до 20.000 убијених Срба. У опкољеном Сарајеву, Тужилаштво је у јануару 1993. године часопису Дани изнијело податак да је у првих осам мјесеци рата пријављено 39 убистава српских цивила; за период између 5. априла 1992. и 31. децембра 1994. године, Центар служби безбедности Сарајево говорио је о 291 регистрованој убијеном лицу у опкољеном Сарајеву, од чега се у најмање 110 случајева радило о Србима. Представници Српског грађанског вијећа (СГВ) у сарајевским медијима су говорили о "око двије хиљаде, можда и три хиљаде Срба" који су током рата наводно убијени у опкољеном Сарајеву; службене институције у Сарајеву енергично су оспоравале те изјаве, одбацујући их као неозбиљне.
Број убијених на Казанима никада није утврђен и предмет је честих расправа. У јавности постоји мишљење да Казани никада нису до краја претражени, јер су убијене жртве бацане у јаму, посипане вапном, те да постоји неколико слојева који никада нису до краја ископани. Није познато ни колико је тела на том мјесту и спаљено. Године 1993. жртве Мушана Топаловића Цаце су ексхумиране на локалитетима Казани, Гај и Грм Малине. Сви локалитети се налазе на подручју општине Стари Град. Након што су ексхумиране, жртве су укопане у појединачне гробнице с обиљеженим надгробним Н.Н. ознакама на Помоћном стадиону Кошево у Сарајеву. На Помоћном стадиону Кошево у новембру 1998. године реексхумирани су посмртни остаци у 28 врећа и форензичком анализом је утврђено да је ријеч о најмање 23 жртве, с тим да су се у једној врећи налазиле и животињске кости.
До 2022. је идентификовано укупно 15 жртава. Реч је о пет жртава женског и десет жртава мушког пола, старости од 27 до 66 година. Реч је о две жртве украјинске, две жртве хрватске, једна жртва бошњачке и десет жртава српске националности. Списак жртава које су ексхумиране у новембру 1998. године на локалитету Помоћни стадион Кошево, а претходно пронађених на Казанима 1993.: Невенка Бошковић, Марко Бошковић, Стојан Жужа, Новка Лемез, Драгомир Ћеранић, Ана Лаврив, Васиљ Лаврив, Предраг Шалипур, Душко Јовановић, Милева Драшковић, Аго Штета, Марина Комљенац. На Казанима је пронађено и укопано у току рата и неколико лица која нису у евиденцији несталих особа, а то су: Ранко Франкић, Бранислав Радосављевић и Бранислав Благојевић. Још увек се као нестале воде три жртве српске националности. По пресуди Кантоналног суда у Сарајеву, а на темељу сведочења и признања осуђених, утврђено је да су нестали на Казанима: Ергин Николић, Зоран Вучуровић и Радослав Комљенац.
На споменута два локалитета Гај и Грм малине пронађено је укупно седам жртава, од тога пет на локалитету Гај и двије жртве на локалитету Грм малине. С Помоћног стадиона Кошево идентификовани су мајка и син Љепосава и Душко Пешић, потом Коста Вранчић и Стево Дракулић пронађени на локалитету Гај и Слободан Минић, пронађен на локалитету Грм малине. Такође, 2012. у Институт за нестале особе БиХ је стигао ДНК налаз на Зоран или Миодраг Вучуровић. Реч је о два брата која су нестала на подручју Сарајева, а крв за ДНК анализу дао је отац па се не може са сигурношћу утврдити о којем брату је реч, те до данас није ни идентификован. Још увек постоји одређен број ексхумираних, а неидентифицираних жртава. Тако постоји седам изолованих ДНК профила, али нема подударања с узорцима крви.

## Иницијативе
За разлику од других места која су добила прихватљиву медијску пажњу, злочини на Казанима су били готово прешућивани, а двадесет година касније остали су непознати босанскохерцеговачкој јавности.
Алија Изетбеговић је 2001. године у једном интервјуу изјавио: Цацо је био „херој и злочинац“. Ова изјава је постала позната и на основу ње се развио један од стандардних дискурса о Мушану Топаловићу Цаци, али је истовремено била и још увек је жестоко критикована од стране либералних медија у Сарајеву.
Светозар Пударић је у свом мандату од 2011. до 2015. године, као потпредсједник Федерације БиХ, редовно одлазио на Казане. Алија Бехмен, тадашњи градоначелник Сарајева, прихватио је идеју о спомен-обележју 2012. године, те је основана комисија за расписивање позивног конкурса за идејно решење. Новац је за ову намену издвојио и Пударић. Пударићев наследник на функцији Милан Дуновић наставио је започети посао. Бакир Изетбеговић је 2016. године – као члан Председништва БИХ – одао почаст жртвама Казана. На овај догађај, координатор УДИК-а Едвин Канка Ћудић је одговорио, да "Бакир Изетбегповић не би посјетио Казане да није било нас", при томе алидирајући на значај претходних активности УДИК-а у сврху комеморисања жртава убијених на Казанима.
УДИК је прва невладина организација која је 2014. и 2015. године јавно организовала протест против заборава овог злочина у Сарајеву. Од тада је ова организација тражила подизање спомен-обележја, а од 2017. године и подизање споменик жртвама ових ратних злочина у центру Сарајева. Иста организација бавила се и истраживањем овог ратног злочина. УДИК је 2016. и 2020. године објавио документе Кантоналног суда у Сарајеву о злочинима на Казанима. Едвин Канка Ћудић је на представљању књиге 2016. године рекао, да у Сарајеву још увек нема политичке воље да се изгради споменик жртвама овог ратног злочина. Овај активиста за заштиту људских права је у пар наврата у поводу годишњице Казана објављивао текстове у београдском листу Данас и сарајевском Ослобођењу, као дио УДИК-ове кампање заговарања споменика жртвама овог ратног злочина. Такођер, и Вилдана Селимбеговић је сваке године по неколико пута својим текстовима у Ослобођење подсећала јавност на потребу изградње споменика жртвама.
Године 2020, УДИК је окупио организације: Мрежу за изградњу мира, Форум мировне службе БиХ и Центар за ненасилну акцију Сарајево. Заједно су, 5. октобра, позвали Град Сарајево да се у центру града подигне споменик жртвама убијеним на Казанима. „Овакав споменик, као мјесто сјећања, симболично би показао да је Сарајево, које је претрпјело најдужу опсаду града и искуство најбруталнијих убистава цивила током опсаде, спремно да у својим редовима осуди злочин и започети процес јавног конструктивног суочавања са прошлошћу, чиме би се јасно показало да у Сарајеву не постоји 'али'“, наведено је у саопштењу том приликом. Исте организације су те године организовале комеморацију на годишњицу Казана, која је одржана испред Вечне ватре у Сарајеву. Комеморацији су се одазвали и грађани Сарајева, међу којима су најпознатији Вилдана Селимбеговић и Хуснија Камберовић.

## Споменик
Градско савет Града Сарајева је у децембру 2020. године спомен обележје жртвама Казана уврстило у план споменика који ће бити финансирани и изграђени 2021. године. Едвин Канка Ћудић је поздравио ту одлуку. Но, изразио је сумњу да ће споменик бити подигнут следеће године.
Сменом градске власти и доласком Бењамине Карић на функцију градоначелнице Сарајева, без консултација са представницима жртава и цивилног друштва, Град Сарајево је у мају 2021. године расписао конкурс за израду идејног решења споменика страдалим жртвама на Казанима. Због тога је Слободанка Мацановић, као представница жртава и ћерка брачног пара који је убијен на Казанима, упутила отворено писмо Бењамиини Карић, тражећи од ње да се поред споменика на Казанима и у центру Сарајева подигне споменик убијеним жртвама. Ово писмо је подржало 11 јавних личности (међу којима су били Едвин Канка Ћудић, Вилдана Селимбеговић и Албан Укај) и пет невладиних организација (УДИК, ЦДТП, Мрежа за изградњу мира, Омладински центар Кварт и Форум мировне службе БиХ). Мацановић је том приликом предложила градоначелници састанак, што је Бењанима Карић на крају игнорисала.
Конкурс за идејно решење споменика убијеним на Казанима је поништен због процедуралних грешака 29. јула 2021. године. У септембру исте године Бењамина Карић је одржала састанак са представницима невладиних организација. Међутим, на састанку није дошло до јединственог става. Када је Карић предложила текст на коме се не би писало ко је починио ратне злочине на Казанима, присутни су одбили да је подрже. Предлагали су јој нека друга решења. Но, градоначелница Сарајева је све предлпоге одбила.
Градско савет Сарајева усвојио је Предлог одлуке о изградњи споменика на Казанима, на сједници одржаној 29. септембра. Наредног дана УДИК је објавио саопштење у којем се противи овом Предлогу. Ова невладина организација је 4. октобра у јавну расправу поднела амандман којим је од Градског савета тражила да изврши неколико измена у Предлогу одлуке. Примједбе су се односиле на годину страдања жртава, број убијених и извршиоце поменутих злочина. И Наша странка је 8. октобра поднела амандман. Она је за разлику од УДИК-а имала мање захтеве. Својим амандманом затражила је само да се имена починилаца наведу на споменику.
Комисија за споменике Градског савета усвојила је само једну тачку УДИК-а. Ону која се односи на годину страдања жртава. Да на споменику буде написано "Казани 1992-1993", а не како је првобитно предложено: "Казани 1992 – 1994". Све остале примедбе УДИК-а и Наше странке комисија је одбацила. То је изазвало оштру полемику у јавности, па је Наша странка, уз консултације са УДИК-ом, Едином Омерчићем, Вилданом Селимбеговићем, Дином Мустафићем и Жарком Папићем, предложила нови амандман којим се наглашава починилац, те да број убијених на том локалитету није коначан. С друге стране, Савез удружења добитника највиших ратних признања Златни љињан и Златна полицијска значка, Савез удружења ветерана Патриотске лиге Босне и Херцеговине, Удружење генерала Босне и Херцеговине, те кантонални одбори СДА и СДП-а подржали су Карићеву одлуку да се на споменику не упише ко је починилац злочина. У жестокој јавној полемици у Ослобођењу су почеле да излазе читуље које су објављивали чланови породица убијених у Казанима, а чија имена неће бити на будућем споменику. Удружење Bosnae – Зелене беретке је тада објавило читуљу посвећену Мушану Топаловићу Цаци у Дневном авазу.
Амандман Наше странке је одбијен 29. октобра, на седници Савета, када је усвојен Предлог одлуке о спомен обележју Казани. На истој седници усвојен је нови датум обележавања злочина на Казанима, 9. новембар, уместо претходног 26. октобра, којим је неформално обележавана годишњица ових ратних злочина.
Градска управа Сарајева је 12. новембра тајно подигла споменик на Казанима. Дана, 15. новембра споменик су открили Бењамина Карић, Милан Дуновић и Кристијан Шмит. Откривању споменика није присуствовао нико од породица убијених. Нису присуствовали ни представници организација које су се залагале за изградњу овог споменика.
Едвин Канка Ћудић је том приликом за Ослобођење рекао да је "власт (на Казанима) себи подигла споменик".